# Stopford Peak
Stopford Peak är en bergstopp i Antarktis. Den ligger i Sydshetlandsöarna. Argentina, Chile och Storbritannien gör anspråk på området. Toppen på Stopford Peak är 495 meter över havet.
Terrängen runt Stopford Peak är kuperad åt nordväst, men söderut är den platt. Havet är nära Stopford Peak åt sydost. Stopford Peak är den högsta punkten i trakten. Trakten är obefolkad. Det finns inga samhällen i närheten. 